# Церква Покрови Пресвятої Богородиці (Гірне)
Церква Покрови Пресвятої Богородиці в Гірному — дерев'яний храм УГКЦ, пам'ятка архітектури місцевого значення в селі Гірному Грабовецько-Дулібівської громади Стрийського району Львівської области України.

## Історія
У 1507, 1515 та 1589 роках згадується в податкових реєстрах сільська церква. У 1630-х роках польським королем Владиславом IV надано церкві привілей на землю.
У 1635 році святиня згоріла, а на її місці постав новий храм. А в 1724 році споруджено наступну греко-католицьку дерев'яну церкву Покрови Пресвятої Богородиці, яка в 1830 році була в поганому стані. Протягом 1856—1862 років за кошти дідича села Млоцького, громади збудовано теперішню дерев'яну церкву Покрови Пресвятої Богородиці УГКЦ. Інтер'єр храму розписаний малярами Корнилієм Романовським, Юліяном Залуським, Андреєм Кравчевським, Юрієм Резлером. Над іконостасом працював Іван Новаківський. 1924 року церкву оновили.
Парафія належала до Стрийського (1832—1906) та Любінецького (1907—1944) деканатів.

## Парохи
- о. Іван Білявський (1832—1850+)
- о. Михайло Тимняк (1850—1855+)
- о. Михайло Вагилевич (1855—1856, адміністратор)
- о. Лев Подлісецький (1856—1874+)
- о. Іван Савюк (1874—1876, адміністратор)
- о. Роман Бобикевич (1876+)
- о. Іван Бірчак (1876—1877)
- о. Василь Залозецький (1877—1915+)
- о. Василь Павула (1904—1905, сотрудник)
- о. Іван Слободян (1907—1910, сотрудник)
- о. Іван Пинкевич (1911—1914, сотрудник)
- о. Амврозій Полянський (1918—1939+)
- о. Василь Хлипавка (1939—1944; 1918—1939, сотрудник)